# 薩因沙赫爾
薩因沙赫爾是伊朗的城市，位於該國中部札格羅斯山脈東部，由伊斯法罕省負責管轄，距離首府伊斯法罕24公里，始建於1960年代，海拔高度1,662米，2006年人口126,070。